# Partido judicial de La Palma del Condado
El partido judicial de La Palma del Condado es uno de los 85 partidos judiciales en los que se divide la comunidad autónoma de Andalucía y creado por Real Decreto en 1983, como número tres de los seis en que se divide la provincia de Huelva, en España.

## Ámbito geográfico
El ámbito territorial, que viene regulado por el Real Decreto 529/1983, de 9 de marzo, comprende los municipios de:

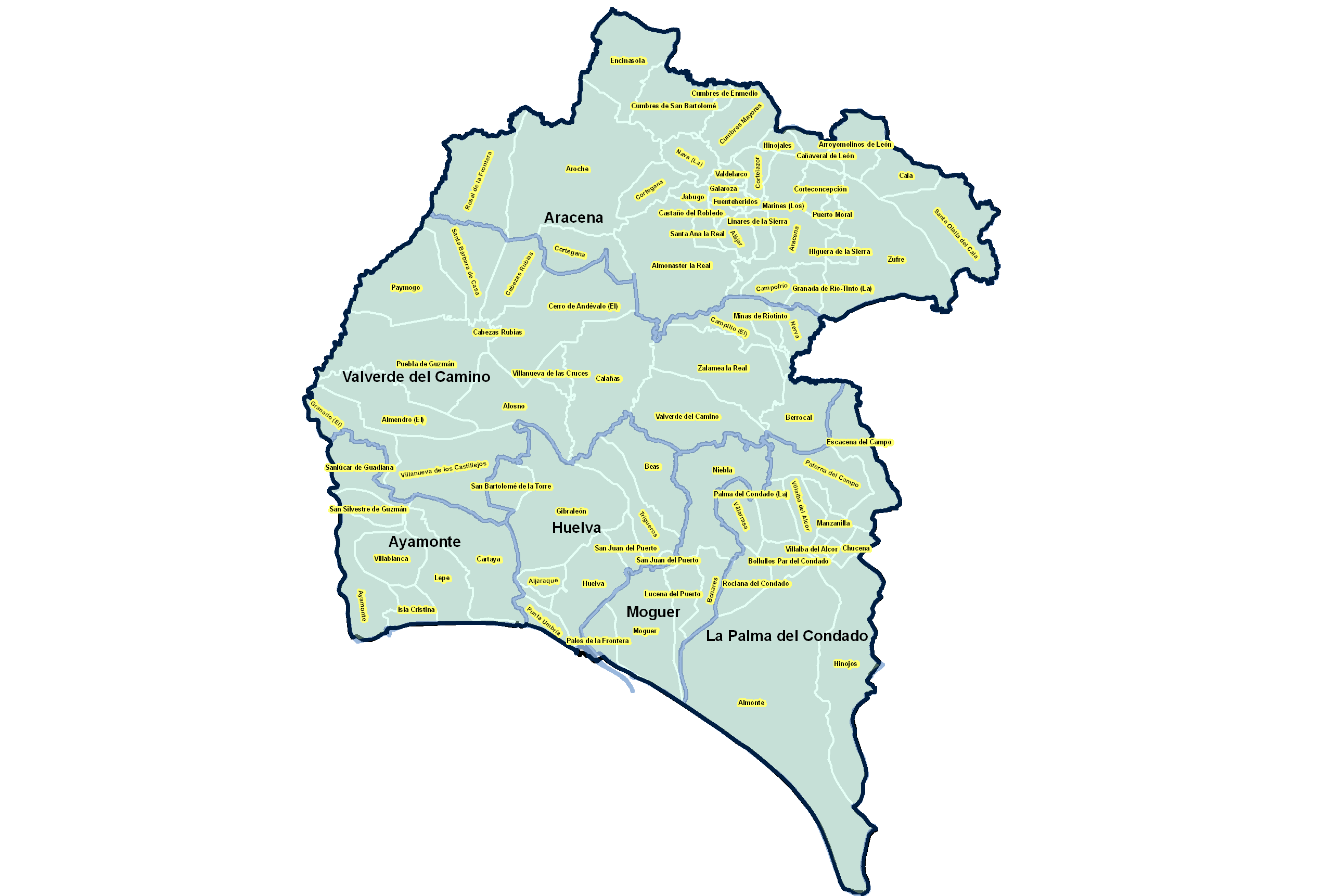
Partidos judiciales de la provincia de Huelva.

| Partido Judicial | Capital de partido   | Municipios que comprende |
| ---------------- | -------------------- | --- |
| 3                | La Palma del Condado | Almonte, Bollullos Par del Condado, Chucena, Escacena del Campo, Hinojos, Manzanilla, La Palma del Condado, Paterna del Campo, Rociana del Condado, Villalba del Alcor y Villarrasa. |